# Sällegravfältet
Sällegravfältet är ett gravfält vid gården Sälle i Fröjels socken på Gotland.
Gravfältet är känt sedan länge, men intresset för en utgrävning ökades i samband med undersökningarna i Vallhagar på 1940-talet, vars mellersta gravfält er beläget 400 meter norr om Sällegravfältet.
1947-49 undersöktes 53 av gravarna och 1950 uppmättes gravfältet av Erik Nylén och Arne Biörnstrand. 1968 inleddes en totalundersökning av gravfältet. I den östra delen (RAÄ 40:1 Fröjel) som där 360 gravar är känd har hittills 330 av dessa undersökts, och i den västra delen (RAÄ 93:1 Fröjel) är 50 gravar kända, av vilka endast omkring 30 % är undersökta.
Den äldsta graven på gravfältet är ett bronsåldersröse. De har delvis använts som stenbrott då de yngre gravarna anlagts. De övriga gravarna hör till perioden 400 f. Kr. till 200 e. Kr., ett fåtal gravar förefaller något yngre. Till de mer speciella gravarna hör hjulkorskgravarna, 8 sådana är kända på gravfältet. Runt Kristi födelse verkar skelettgravar ersätta brandgravarna, och gravar av typen "stekt ägg" blir vanligare. Till gravynden hör främst dräktnålar och fibulor. Generellt sett är gravgåvorna få och många gravar saknar helt gravfynd.